# Antipodophlebia asthenes
Genre
Espèce
Synonymes
- Telephlebia asthenes Tillyard, 1916[1]

Répartition géographique
Statut de conservation UICN

 LC  : Préoccupation mineure
Antipodophlebia asthenes est une espèce monotypique de libellules de la famille des Æshnidae (sous-ordre des Anisoptères). Cette espèce crépusculaire est endémique de l'Australie.
L'espèce était susceptible d'être menacée à cause de l'état de ses populations. Seules dix populations d'Antipodophlebia asthenes sont connues en Australie. La larve de cette libellule est semi-terrestre et est menacée par la déforestation .